# Marcel Sieberg
Marcel Sieberg (ur. 30 kwietnia 1982 w Castrop-Rauxel) – niemiecki kolarz szosowy. Olimpijczyk (2012).
Po sezonie 2021 zakończył karierę sportową.

## Osiągnięcia
Opracowano na podstawie:

2000
- 1. miejsce w Trofeo Karlsberg
- 1. miejsce w mistrzostwach Niemiec juniorów (start wspólny)
- 1. miejsce w Giro di Basilicata

2003
- 1. miejsce na 3. etapie Tour de Berlin

2004
- 1. miejsce w klasyfikacji górskiej Mainfranken Tour
  - 1. miejsce w klasyfikacji punktowej Mainfranken Tour
- 1. miejsce na 3. etapie Tour of South China Sea

2005
- 1. miejsce w Ronde van Drenthe
- 2. miejsce w Sparkassen Giro Bochum
- 2. miejsce w Omloop van het Houtland

2006
- 1. miejsce w Grote Prijs Jef Scherens
- 3. miejsce w Sparkassen Münsterland Giro

2007
- 2. miejsce w Kuurne-Bruksela-Kuurne

2008
- 2. miejsce w Batavus Pro Race
- 3. miejsce w Sparkassen Giro Bochum

2009
- 3. miejsce w Trofeo Calvia

2016
- 3. miejsce w GP Stad Zottegem

## Rankingi
| Rok                | 2005 | 2006 | 2007 | 2008 | 2009 | 2010 | 2011 | 2012 | 2013 | 2014 | 2015 | 2016 | 2017  | 2018 | 2019  |
| ------------------ | ---- | ---- | ---- | ---- | ---- | ---- | ---- | ---- | ---- | ---- | ---- | ---- | ----- | ---- | ----- |
| UCI ProTour        | -    | -    | 130. | -    |      |      |      |      |      |      |      |      |       |      |       |
| UCI World Calendar |      |      |      |      | 221. | -    |      |      |      |      |      |      |       |      |       |
| UCI World Tour     |      |      |      |      |      |      | 210. | -    | -    | -    | -    | 111. | 327.  | 303. |       |
| World Ranking      |      |      |      |      |      |      |      |      |      |      |      | 288. | 1160. | 922. | 3045. |
| UCI Europe Tour    | 18.  | 34.  |      |      |      |      |      |      |      |      |      | 531. | 1110. | 784. | 1874. |
| UCI Asia Tour      | -    | 226. |      |      |      |      |      |      |      |      |      | -    | -     | -    |       |
|                    |      |      |      |      |      |      |      |      |      |      |      |      |       |      |       |
| Źródło: UCI        |      |      |      |      |      |      |      |      |      |      |      |      |       |      |       |